# Lista de verificação

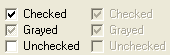
As listas de verificação são comumente usados em interfaces gráficas de usuário.

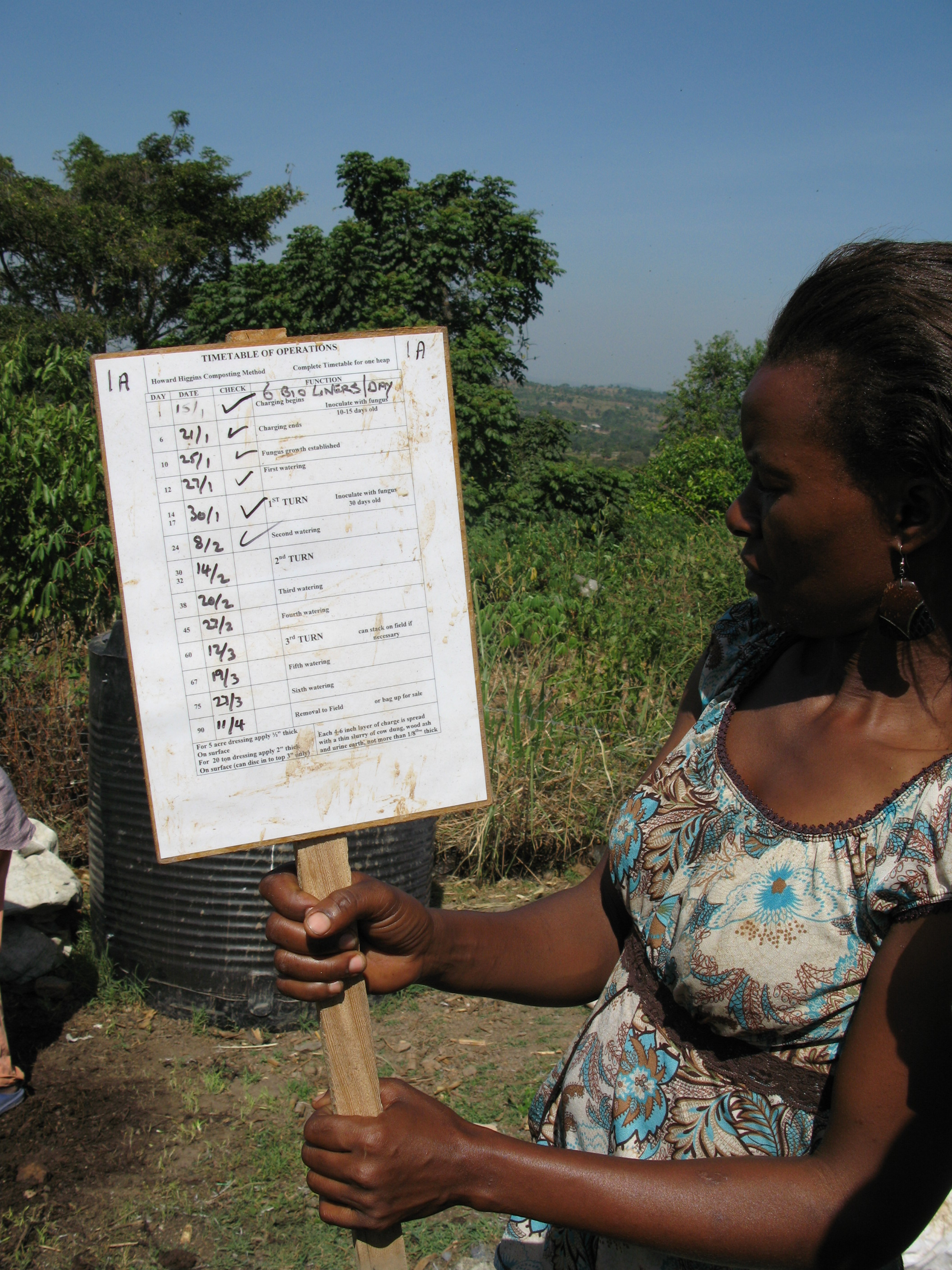
Listas são úteis para aplicar a metodologia.

Uma lista de verificação (em inglês, checklist) é um tipo de auxílio de trabalho usado para reduzir a falha compensando os limites potenciais de memória e de atenção humana. Isso ajuda a garantir consistência e integridade na execução de uma tarefa. Um exemplo básico é a "lista de tarefas". Uma lista de verificação mais avançada seria um agenda, que estabelece tarefas a serem feitas de acordo com a hora do dia ou outros fatores. Uma tarefa principal na lista de verificação é a documentação da tarefa e a auditoria na documentação.
As listas de verificação são uma ferramenta de trabalho bastante utilizada que destacam pontos necessários para perfeita consecução do trabalho. O uso de listas de verificação tem as seguintes vantagens: reúnem o conhecimento histórico de muitas pessoas envolvendo o tópico em questão e são bastante completas; forçam o seu usuário a olhar a cada aspecto, independentemente de seu conhecimento prévio ou consciência do “problema”; e padronizam a metodologia facilitando comparações posteriores. Como desvantagens: não medem a subjetividade da informação; o usuário tem de seguir a lista à risca, perdendo-se flexibilidade; e o seu uso não estimula a criatividade de seus usuários.

## Aplicações

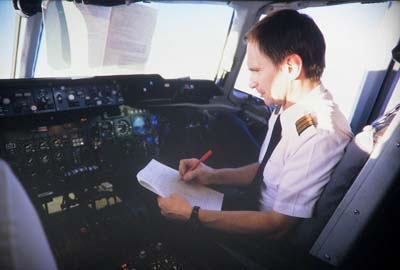
Um piloto de um DC-10, consultoria de sua lista de verificação

- Listas de verificação pré-voo ajudam na aviação de segurança para garantir que itens críticos não sejam negligenciados
- Usado na garantia de qualidade de engenharia de software, para verificar conformidade de processos, padronização da codificação e prevenção de erros, e outros.
- Frequentemente usado na indústria em operações de procedimentos
- No contencioso civil para lidar com a complexidade de descoberta e movimentos prática. Um exemplo é o código-fonte aberto litígio lista de verificação.
- Pode auxiliar na mitigação das alegações de negligência na responsabilidade pública reivindicações, fornecendo provas de um sistema de gestão de risco em
- Usado por alguns investidores como uma parte essencial do seu processo de investimento
- Uma lista de verificação de ornitologia  uma lista de aves com nomes padronizados que ajuda ornitólogos se comunicar com o público, sem o uso de nomes científicos em latim[carece de fontes?]
- Uma ferramenta popular para o rastreamento de cartão de esportes coleções. Aleatoriamente inserido em pacotes, a lista de verificação de cartões de fornecer informações sobre o conteúdo de cartão de esportes do conjunto.
- A criação de emergência, kit de sobrevivência
- Mergulho profissional, preparação do equipamento para um mergulho

### Uso dos cuidados de saúde
Listas de verificação, têm sido utilizados na prática de cuidados de saúde para garantir que as diretrizes de prática clínica são seguidas. Um exemplo é a lista de verificação de Segurança Cirúrgica desenvolvida para a Organização Mundial de Saúde pelo Dr. Atul Gawande. De acordo com uma meta-análise após a introdução da lista de verificação o índice de mortalidade caiu 23% e todas as complicações tiveram uma queda de 40%, para mais qualidade das listas são necessários estudos para fazer a meta-análise mais robusta. No entanto, o uso de listas de verificação na área da saúde nem sempre foi bem-sucedido e a possibilidade de transferência entre as configurações foi questionada. No Reino Unido, um estudo sobre a implementação de uma lista de verificação para prestação de cuidados médicos a pacientes idosos admitidos em hospitais constatou que o checklist destacava limitações com a avaliação da fragilidade em cuidados intensos e equipes motivadas para rever práticas de rotina, mas é necessário entender se e como as listas de verificação podem ser incorporadas em cuidados multidisciplinares complexos.

## Formato

Exemplo de lista de verificação

As listas de verificação são frequentemente apresentados como uma lista com pequenas caixas de seleção para baixo do lado esquerdo da página. Um pequeno carrapato ou marca de seleção é desenhado na caixa, depois que o item tenha sido concluída.
Outros formatos são também por vezes utilizados. Aviação listas de verificação, geralmente, consistem em um sistema e uma ação dividido por uma linha tracejada, e a falta de uma caixa de seleção como eles são, muitas vezes, ler em voz alta e geralmente deve ser reutilizado.

## Aplicação na garantia da qualidade
Dentro da seara da garantia a gestão da qualidade, o checklist é considerado uma das principais ferramentas da qualidade, juntamente com o diagrama de Pareto, o histograma e gráfico de dispersão. Seu uso é muito comum em indústrias e empresas de prestação de serviço, permitindo a verificação metódica da conformidade de execução de uma determinada série de atividades do processo.

## Preocupação
Dependência excessiva de listas de verificação pode prejudicar o desempenho ao lidar com uma situação de tempo crítico, por exemplo, uma emergência médica ou uma emergência em voo. As listas de verificação não devem ser usadas como substitutas do bom senso. O treinamento intensivo, incluindo a memorização de listas de verificação, pode ajudar a integrar o uso de listas de verificação com técnicas de solução de problemas mais adaptáveis e flexíveis.